# Папежук Ірина
Іри́на Папежу́к (* 1986) — українська трекова велосипедистка. Майстер спорту України міжнародного класу.

## З життєпису
Народилася 1986 року. Вихованка Волинської обласної школи вищої спортивної майстерності; тренер Віктор Ковальов.
Срібна призерка Чемпіонату України-2010.
Брала участь як запасна у спринтерських та командних змаганнях на Чемпіонаті світу з трекових велоперегонів-2012